# Кьосе Халіл-паша
Кьосе Халіл-паша (д/н — 1715) — державний і військовий діяч Османської імперії. Лакаб «Кьосе» перекладається як безбородий. Араби в свою чергу прозвали його аль-Кавсадж (Тонкобородий).

## Життєпис
Походження достеменно невідоме. Перша згадка про нього відноситься до 1692 року, коли призначається на посаду дефтердара (державного скарбничого). На ній з невеличкою перервою у 1695 році перебував до 1699 року.
1699 року стає очільником Боснійського еялету. Забезпечив тут міцність османської влади після завершення Великої турецької війни. 1703 року призначається пашою Ерзуруму. За наказом султана Мустафи II виступив проти Георгія VI, царя Імереті й посадити на трон Георгія Багратіоні. Князі Гурієлі та Дадіані погодились надати Георгію Абашидзе військову допомогу. Втім, князь Мамія Гурієлі зрадив Абашидзе та перейшов на бік османів. Турки-османи розграбували область Аргветі. Невдовзі після вступу на трон Ахмеда III новий великий візир Каваноз Ахмед-паша наказав припинити військові дії в Імеретії. З Георгієм VI було укладено перемир'я. Але на зворотному шляху імеретинське військо аткувало Кьосе Халіл-пашу біля Ахалциху, де той зазнав тяжкої поразки.
1704 року очолив Ванський еялет, а 1706 року еялет Басра. На останній посади вимушен був боротися проти арабського племені мунтафік. У 1707 році зазнав поразки, втративши місто басру, але 1708 року зумів відвоювати, проте становище османів тут погіршилося. Переведений на посаду паши Сідону.
1710 року отримує посаду бейлербея Єгипетського еялету. В цей час владу паши обмежували аги оджаку яничарів, очільники мамлюцьких кланів аль-Факарія і аль-Касимійя, що знову набули чималої ваги. У 1711 році ага яничарів Іфрандж Ахмед в союзі з Айюб-беєм, головою аль-Факарії, та Мухаммад-беєм, очільником області Гірга, захопили касбу (цитадель) Каїру. В результаті Халіл-паша опинився під владою закоотників. Їх підтримали також оджаки чаушей і сипахів. Проти них виступили амір аль-хадж Івад-бей (очільник клану аль-Касимійя), дефтердар Кайтас-бей, частина сипахів і яничар, чаушей. повністю оджак азабів. В результаті в Каїрі розпочалися жорстокі вуличні бої. бейлербея повністю втратив вплив на управління та протиборчі сторони. Зрештою Іфрандж Ахмед та його союзники зазнали поразки. Халіл-пашу за наказом Ібрагім-бея було повалено й відправлено на околиці Каїру. Невдовзі за рішенням султана він повернувся до Стамбулу.
Помер у 1715 році.